# NGC 4008
NGC 4008 is een elliptisch sterrenstelsel in het sterrenbeeld Leeuw. Het hemelobject werd op 11 april 1785 ontdekt door de Duits-Britse astronoom William Herschel.

## Synoniemen
- UGC 6953
- MCG 5-28-61
- ZWG 157.66
- PGC 37666